# Кремницьке Бане
Кремницьке Бане (словац. Kremnické Bane) — село, громада округу Ж'яр-над-Гроном, Банськобистрицький край, центральна Словаччина, регіон Теков. Кадастрова площа громади — 7,74 км².
Населення 268 осіб (станом на 31 грудня 2017 року).

## Історія
Кремницьке Бане згадуються в 1361 році.

## Населення
| Рік:            | 1994. | 2004.   | 2014.   | 2024.   |
| --------------- | ----- | ------- | ------- | ------- |
| Кількість осіб: | 247   | 265     | 268     | 251     |
| Різниця:        |       | +7,28 % | +1,13 % | -6,34 % |

| Рік:            | 2023. | 2024.   |
| --------------- | ----- | ------- |
| Кількість осіб: | 246   | 251     |
| Різниця:        |       | +2,03 % |